# Jutta Hipp
Jutta Hipp (Leipzig, 4 de febrero de 1925 - Queens, 7 de abril de 2003) fue una pianista de jazz y pintora alemana. Su música puede clasificarse dentro de los géneros bebop y cool.

## Biografía
Estudió pintura en Leipzig (Alemania), pero durante la guerra empezó a tocar jazz, dedicándole gran parte de su tiempo. El crítico Leonard Feather quedó impresionado con su trabajó cuando la escuchó en Alemania y pronto se trasladó a Nueva York, donde pasaría el resto de su vida. En 1956 tocó en el Newport Jazz Festival y grabó un álbum de estudio con Zoot Sims, que está considerado como uno de sus mejores trabajos.

## Trayectoria
Hipp trabajó con el saxofonista Hans Koller desde 1951, de gira por Alemania y otros países. Grabaron juntos en 1952. En Alemania también dirigió un quinteto entre 1953 y 1955; el hermano de Albert Mangelsdorff, Emil, fue uno de los miembros.
En 1954 Hipp tocó con Attila Zoller. En enero del mismo año, el crítico Leonard Feather escuchó a Hipp en Alemania, alrededor de tres años después de que un amigo suyo le enviara una grabación suya. Éste le reservó una sesión de grabación en abril; el álbum resultante fue lanzado dos años después. Más tarde, en 1954, Hipp tocó en el Deutsches Jazzfestival en Frankfurt.
Feather consiguió una visa para Hipp y le consiguió un trabajo de piano en el club Hickory House de Nueva York. Se trasladó a los Estados Unidos en 1955, donde pasó la mayor parte de su vida. tocó en Hickory House durante seis meses a partir de marzo de 1956. Tocó en el Festival de Jazz de Newport en el mismo año y grabó para Blue Note Records, nuevamente con la ayuda de Feather. Uno de estos álbumes fue con el célebre saxofonista Zoot Sims. Esta fue su última grabación.
Una historia de la época en que tocaba en clubes de Nueva York es que el batería Art Blakey le pidió que tocara con su banda una noche, pero "ella se negó, diciendo que estaba borracha, y de todos modos no creía que fuera lo suficientemente buena. Pero Blakey la arrastró hasta la piano, y comenzó a tocar a un ritmo furioso que ella no podía manejar. Blakey luego se dirigió a la audiencia diciendo: '¡Ahora ven por qué no queremos que estos europeos vengan aquí y tomen nuestros trabajos!' "
"Hipp era una persona bastante tímida que sufría de pánico escénico severo a lo largo de su carrera y ahogaba sus miedos con alcohol y tabaquismo empedernido durante toda su vida". Es posible que haya considerado tocar el piano como una forma de ganar dinero en un puesto difícil. Condiciones de guerra más que como vocación artística. Como se hizo más difícil ganar suficiente dinero como música de jazz, Hipp pudo haber decidido aceptar un trabajo más estable. Trabajó en una fábrica de ropa, continuó tocando los fines de semana, pero comenzó a trabajar para la empresa de ropa Wallachs en 1960, donde permaneció durante 35 años. Algunos informes indicaron que era costurera. Feather pudo haber deseado una relación romántica con Hipp y haber sido rechazado, pero es poco probable que esta haya sido la razón del rápido declive de su carrera musical.
Hipp también volvió a su primer interés por la pintura. En 1995, la "revista alemana Jazz Podium reprodujo sus caricaturas de algunos músicos de jazz; Hipp comentó que, "En la pintura, miran la obra, no ti".
Hipp se aisló de la industria de la música. Sufría de depresión y luchó por mantener relaciones. Alrededor de 1986, volvió a dar entrevistas. Hasta 2000, Blue Note no sabía dónde enviar sus cheques de privilegios. Lee Konitz fue uno de los pocos músicos que se mantuvo en contacto con ella hasta su muerte en Queens. Hipp murió de cáncer de páncreas el 7 de abril de 2003 en su apartamento en Sunnyside, Queens. Nunca se casó, pero una vez estuvo comprometida con Attila Zoller. Un obituario declaró que "Hipp no tiene sobrevivientes conocidos", aunque su hijo todavía estaba vivo en Alemania en 2013.

## Estilo
La influencia original de Hipp fue Lennie Tristano. Fue criticada en una etapa temprana por ser demasiado similar en estilo a los ritmos basados en el blues de Horace Silver, habiendo dejado atrás el cool jazz y el bebop. Ben Ratliff, escribiendo en The New York Times, comentó que Hipp "desarrolló un estilo que era elegante, percusivo, oscilante e interrumpido con muchos silencios, no muy lejos del estilo de Horace Silver pero más discreto". The Penguin Guide to Jazz observó que Hipp "no es tan fácil de encasillar como sugieren algunos relatos. Hay notas extra en muchos de los acordes que les dan una calidad tensa, ligeramente tintineante, pero Hipp también era capaz de tocar con un lirismo delicado [... ] y con un toque robusto y moderno ".

## Vida personal
De acuerdo a la historia de jazz Katja von Schuttenbach, Hipp sufrió muy probablemente padecía trastorno de estrés postraumático (TEPT) no diagnosticado ni tratado. Los primeros 23 años de la vida de Hipp estuvieron marcados por la opresión nazi, los bombardeos aliados y luego la ocupación rusa y su estancia en la Alemania ocupada por los estadounidenses. En 1948 tuvo un hijo, Lionel, a quien llamó así en honor al jazzista Lionel Hampton. Tuvo problemas para registrar al padre (un soldado afroamericano a quien no le permitían registrar a su hijo como suyo por haberlo tenido con una mujer blanca) y en alguna fecha incierta, lo dio en adopción. Hipp dijo que permaneció en su trabajo de fábrica durante 35 años, solo porque el trabajo era fácil. En cartas, hablaba de estados de ánimo depresivos en las madrugadas. Su alcoholismo (que superó sola), décadas de depresión, la incapacidad de mantener relaciones cercanas y cierta disociación de su propia vida: todos estos son síntomas de TEPT.

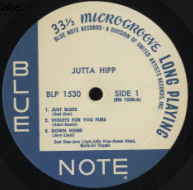
Un álbum de Jutta Hipp (Blue Note)

## Discografía
- Jutta (New Faces - New Sounds From Germany) (Blue Note, (1955)
- Cool Europe (Has two tracks each by Johnny Dankworth, and Albert Hall) (MGM, 1955)
- At the Hickory House, Vol. 1 (Blue Note, 1956)
- At the Hickory House, Vol. 2 (Blue Note, 1956)
- Jutta Hipp With Zoot Sims (Blue Note) (1957)